# 서울적십자병원
서울적십자병원(서울赤十字病院)은 서울특별시 종로구 새문안로 9에 위치한 대한적십자사 소속의 종합병원이며 지역거점공공병원이다.

## 연혁
- 1905년 10월 대한적십자사 창립과 동시에 개원
- 1907년 일본적십자사 한국본부 소속으로 변경, 동시에 폐원
- 1923년 일본적십자사 조선본부 상설진료소 설치
- 1926년 일본적십자사 조선본부 적십자병원으로 변경
- 1933년 일본적십자사 조선본부 조선적십자병원으로 변경
- 1942년 일본적십자사 조선본부 경성적십자병원으로 변경
- 1945년 미국적십자사 서울적십자병원으로 변경
- 1949년 대한적십자사 서울적십자병원으로 변경
- 1951년 대한적십자사 서귀포적십자병원으로 변경(피난병원)
- 1953년 대한적십자사 서울적십자병원으로 변경(복귀)

## 진료과목
내과, 신경과, 정신건강의학과, 외과, 정형외과, 신경외과, 마취통증의학과, 산부인과, 소아청소년과, 안과, 이비인후과, 피부과, 비뇨기과, 영상의학과, 병리과, 진단검사의학과, 재활의학과, 가정의학과, 응급의학과, 구강악안면외과